# Rivière George
Rivière George är ett vattendrag i Kanada.   Det ligger i provinsen Québec, i den östra delen av landet, 1 600 km norr om huvudstaden Ottawa.
Trakten runt Rivière George är nära nog obefolkad, med mindre än två invånare per kvadratkilometer. Inlandsklimat råder i trakten. 